# Авіаносці типу «Мальта»
Авіаносці типу «Мальта» (англ. Malta class) — проєкт британських авіаносців часів Другої світової війни.

## Історія створення
Розробка авіаносців типу «Мальта» розпочалась у 1942 році. На їхню архітектуру значно вплинули американські авіаносці типів «Ессекс» та «Мідвей».
Авіаносець мав мати відкритий ангар площею 5300 м² і висотою 5,34 м. Польотна палуба розмірами 277×41,5 м не була частиною корпуса, а виконана як надбудова. Від її бронювання відмовились, обмеживши товщину 25 мм.
Вперше у світовій практиці передбачили 4 літакопідйомники — 2 палубні розмірами 16,5×14 м та два бортові (американського типу) розмірами 17×10,7 м. Для запуску літаків у носовій частині встановили катапульту, яка запускала літаки масою до 13,6 т.
Бронювання складалося з поясу та броньованої ангарної палуби, а також локального бронювання рульової машини та погребів боєзапасу. Протиторпедний захист мав ширину 6,4 м з кожного борту і міг витримати вибух 900 кг тротилу.
Позаду основної острівної надбудова була ще одна, для розміщення радіоелектронної апаратури та РЛС. Обидві надбудови мали обтічну форму, подібну до тієї, яку використовували на авіансоцях типу «Іластріас».

## Представники
Авіаносець «Африка» (англ. HMS Africa) спочатку був замовлений як авіаносець типу «Одейшес», але 12 липня 1943 року замовлення було змінене на авіаносець типу «Мальта».
15 липня 1943 року було видане замовлення на будівництво трьох кораблів: «Мальта» (англ. HMS Malta), «Гібралтар» (англ. HMS Gibraltar), «Нью-Зіланд» (англ. HMS New Zealand).
Проте під час конструкторських робіт виявилось, що при великій водотоннажності авіаносці будуть мати недостатню чисельність авіагрупи та слабий захист від авіабомб та атак камікадзе.
Тому закладку кораблів відклали на другу половину 1945 року, а згодом скасували остаточно («Гібралтар» — 15 листопада 1945 року, решти кораблів — 21 грудня 1945 року).